# یاکوف یاتسینویش
یاکوف یاتسینویش (انگلیسی: Yakiv Yatsynevych; ۸ نوامبر ۱۸۶۹ – ۲۵ آوریل ۱۹۴۵) آهنگساز، و رهبر (موسیقی) اهل امپراتوری روسیه بود.